# ミハイロ・フォメンコ
ミハイロ・イヴァノヴィチ・フォメンコ（ウクライナ語: Михайло Іванович Фоменко、1948年9月19日 - 2024年4月29日）は、ウクライナの元サッカー選手、サッカー指導者。元ソビエト連邦代表選手。元ウクライナ代表監督。選手時代のポジションはDF。

## クラブ歴
1965年に選手となった。1972年にFCディナモ・キーウに加入すると1975年の四冠に貢献した。

## 代表歴
ソビエト連邦代表として、モントリオールオリンピックに参加した。

## 監督歴
1979年にモスクワの監督養成学校を卒業し監督となった。1989年にFCグリア・ランチフチをソビエト連邦サッカーリーグに昇格させた。1993年にディナモ・キエフの監督を務めた時にはリーグ、カップの二冠を達成したほか、敗れはしたもののUEFAチャンピオンズリーグ 1993-94でヨハン・クライフ監督がジョゼップ・グアルディオラやロナルド・クーマンらを擁して臨んだFCバルセロナ相手に2戦合計で4-5という健闘を見せた（なおバルセロナは準優勝）。2001年にはCSKAキエフをウクライナ・カップ準優勝に導いてクラブ史上最高成績を収めた。
2012年12月26日に2年延長オプションつきの1年契約でウクライナ代表監督に就任。ハリー・レドナップやスヴェン＝ゴラン・エリクソンに断られたために巡ってきた仕事であった。2014 FIFAワールドカップ・ヨーロッパ予選グループHで6勝をあげて2位。2014 FIFAワールドカップ・ヨーロッパ予選プレーオフに進出してホームでフランス代表に2-0で完封勝利を収めたが、アウェーで0-3の敗北をし、2014 FIFAワールドカップ本戦出場は惜しくも叶わなかった。その後もウクライナ代表監督としての契約が2015年末まで延長された。UEFA EURO 2016予選を通過したため契約が再び延長されUEFA EURO 2016で指揮を執った。しかし本戦では優勝したドイツ代表に0-2で敗れた他、格下の北アイルランド代表相手にも0-2と完封されて早々に脱落、同杯終了を以て解任された。
2024年4月29日に死去。75歳没。

## タイトル

### 選手

#### クラブ
ディナモ・キエフ
- ソビエト連邦サッカーリーグ: 1974, 1975, 1977
- USSRカップ: 1974, 1978
- UEFAカップウィナーズカップ: 1974-75
- UEFAスーパーカップ: 1975

### 監督
ディナモ・キエフ
- ウクライナ・プレミアリーグ: 1993
- ウクライナ・カップ: 1993